# Edwin L. Marin

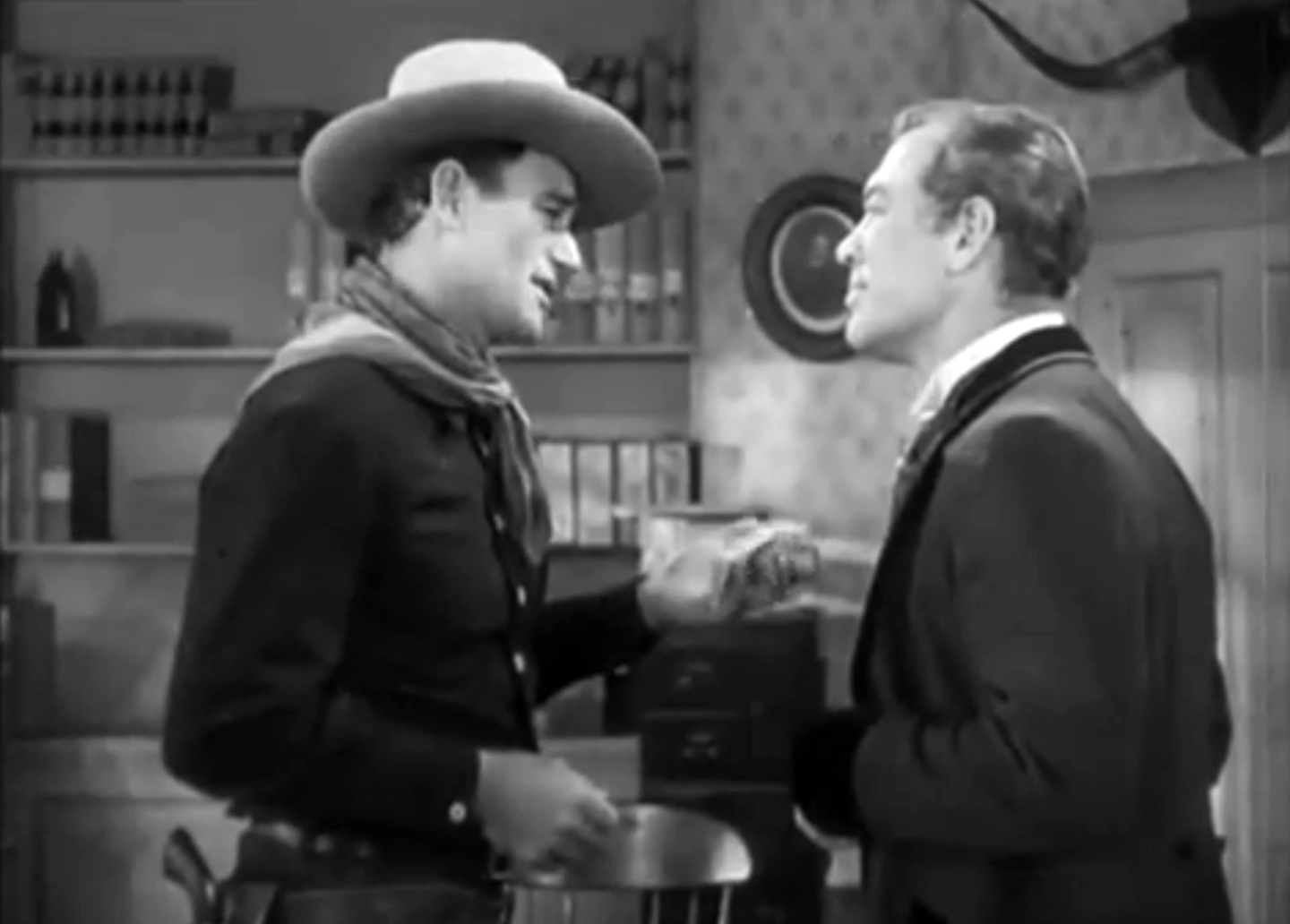
John Wayne et Ward Bond, dans L'Amazone aux yeux verts (1944)

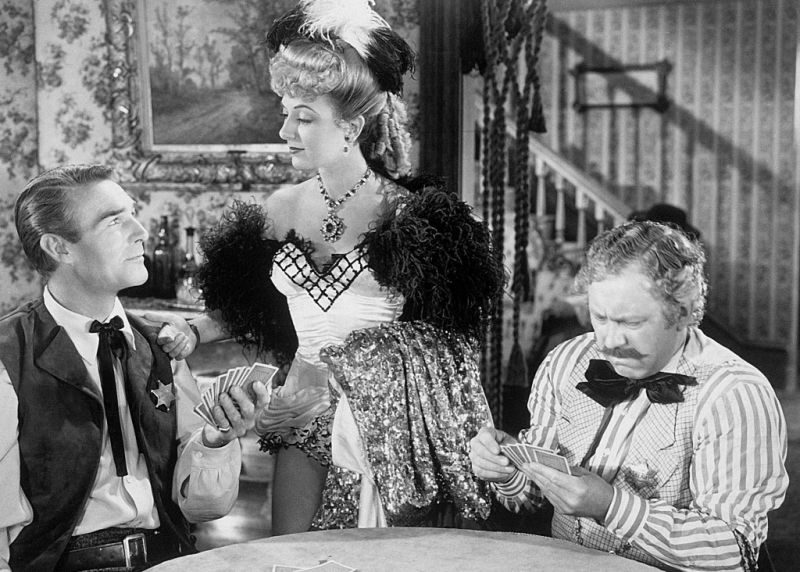
Randolph Scott, Ann Dvorak et Edgar Buchanan,
dans Règlement de comptes à Abilene Town (1946)

Edwin L. Marin est un réalisateur américain, né le 21 février 1899 à Jersey City (New Jersey, États-Unis), mort le 2 mai 1951 à Los Angeles (Californie, États-Unis).
Pendant une vingtaine d'années il fait carrière dans la série B, se spécialisant dans les policiers dans les années 1930, puis dans les westerns dans les années 1940 (avec notamment Randolph Scott ou même John Wayne.)

## Biographie
Edwin L. Marin débute en 1919 comme premier assistant opérateur et travaillera au long de sa carrière pour la Metro-Goldwyn-Mayer, Universal Pictures et RKO Pictures. En 1930, il est assistant-réalisateur d'un film, avant d'en réaliser lui-même cinquante-huit entre 1932 et 1951, dont de nombreux westerns, des films musicaux. Il sera aussi le producteur (unique expérience à ce titre) de l'un d'eux en 1943 (Rencontre à Londres, avec Michèle Morgan). 
Il a notamment dirigé à plusieurs reprises Randolph Scott (huit films), George Raft (six films), Reginald Owen (six films), Robert Young (cinq films) et Ann Sothern (dans le rôle de Maisie, quatre films) et plus occasionnellement, entre autres, Judy Garland, James Stewart, John Wayne, Maureen O'Sullivan, Rosalind Russell ou encore, pour son premier film comme réalisateur en 1932 (The Death Kiss), Béla Lugosi.

## Filmographie complète
- 1932 : The Death Kiss
- 1933 : A Study in Scarlet
- 1933 : The Avenger
- 1933 : Les Gaietés du collège (The Sweetheart of Sigma Chi)
- 1934 : Bombay Mail
- 1934 : The Crosby Case (en)
- 1934 : Affairs of a Gentleman
- 1934 : Paris Interlude (en)
- 1934 : Sequoia (coréalisé par Chester M. Franklin)
- 1935 : Un drame au casino (The Casino Murder Case)
- 1935 : Poursuite (Pursuit)
- 1936 : L'Affaire Garden (The Garden Murder Case)
- 1936 : Moonlight Murder
- 1936 : Speed
- 1936 : I'd Give My Life (en)
- 1936 : All American Chump (en)
- 1936 : Sworn Enemy (en)
- 1937 : Man of the People
- 1937 : Married before Breakfast (en)
- 1938 : Everybody Sing
- 1938 : Hold That Kiss
- 1938 : Chasseurs d'accidents (The Chaser)
- 1938 : Surprise Camping (Listen, Darling)
- 1938 : Un conte de Noël (A Christmas Carol)
- 1938 : A Fireside Chat with Lionel Barrymore (court métrage)
- 1939 : Mon mari conduit l'enquête (Fast and Loose)
- 1939 : Avocat mondain (Society Lawyer)
- 1939 : Maisie
- 1939 : Henry Goes Arizona
- 1940 : Florian
- 1940 : Gold Rush Maisie
- 1940 : Hullabaloo (en)
- 1941 : Maisie Was a Lady
- 1941 : Ringside Maisie (en)
- 1941 : Ici Londres (Paris Calling)
- 1942 : A Gentleman After Dark (en)
- 1942 : Miss Annie Rooney
- 1942 : L'Agent invisible (The Invisible Agent)
- 1943 : Rencontre à Londres (Two Tickets to London) (+ producteur)
- 1944 : Quatre du music-hall (en) (Show Business)
- 1944 : L'Amazone aux yeux verts (Tall in the Saddle)
- 1945 : Johnny Angel
- 1946 : Règlement de comptes à Abilene Town (Abilene Town)
- 1946 : L'Esclave du souvenir (Young Widow)
- 1946 : Mr. Ace (en)
- 1946 : Lady Luck (en)
- 1946 : Nocturne
- 1947 : Rendez-vous de Noël (Christmas Eve)
- 1947 : Intrigue
- 1948 : La Nuit désespérée (en) (Race Street)
- 1949 : The Younger Brothers (en)
- 1949 : Canadian Pacific
- 1949 : L'Homme de Kansas City (Fighting Man of the Plains)
- 1950 : Colt .45
- 1950 : La Piste des caribous (The Cariboo Trail)
- 1951 : Sugarfoot
- 1951 : Raton Pass (en)
- 1951 : La Furie du Texas (Fort Worth)